# グンナル・ヨンソン
グンナル・ヨンソン（Gunnar Jónsson）はアイスランドの俳優・コメディアン。「アイスランド版モンティ・パイソン」と呼ばれる風刺番組の主要メンバーとして知られる。愛称はグッシ。

## プロフィール
14、5歳のころから演技を始めたが、注目されることを好まない性格であり、自分がやりたいことと名声の間で葛藤するようになったことで、西フョルヅルの小さな街に移って10年間そこで暮らした。
バルト海を航海する貨物船で料理人として働いていた時に、ダーグル・カウリ監督から電話があり、10年以上前に携わったテレビ番組で気に入ったヨンソンを前提に『好きにならずにいられない』の脚本を執筆したので出演してほしいと依頼される。ヨンソンは脚本の内容にあまり好印象を持たなかったが、何度か読み返し、依頼の電話から4日後に出演承諾の連絡をした。撮影は2013年に行われた。
2015年に公開された主演映画『好きにならずにいられない』の演技で、第14回トライベッカ映画祭の主演男優賞を受賞するなど、高い評価を得る。

## 主な出演作品
- 好きにならずにいられない Fúsi (2015) - フーシ
- ひつじ村の兄弟 Hrútar (2015) - グリムル
- ハートストーン（英語版） Hjartasteinn (2016) - アウスゲイル（店主）

## 受賞歴
『好きにならずにいられない』
- 第14回トライベッカ映画祭 主演男優賞[4]
- 第60回バリャドリッド国際映画祭 主演男優賞[5]
- 第15回マラケシュ国際映画祭 主演男優賞[5]